# Byron Mann
Byron Mann (Hongkong, 13 augustus 1967) is een Chinees-Amerikaans acteur.

## Biografie
Mann werd geboren in Hongkong waar hij de high school doorliep aan de Diocesan Boys' School. Hier was hij actief in het schooltoneel als acteur en toneelschrijver. Na het behalen van zijn diploma verhuisde hij naar Californië waar hij afstudeerde in filosofie aan de Universiteit van Californië - Los Angeles. Hij wilde verdergaan in het acteren maar besloot toch om verder te studeren aan de USC Gould School of Law in Los Angeles, maar stopte hiermee na het eerste jaar. Hij ging terug naar Hongkong waar hij in 1990 begon met acteren. Hierna ging hij weer terug naar Los Angeles waar hij zijn diploma haalde aan de USC Gould School of Law, en besloot toen om zich toch volledig te richten op het acteren. Mann is in zijn vrije tijd voornamelijk geïnteresseerd in tennis en golf, in Hongkong was hij een hooggeplaatste tennisspeler. Hiernaast is hij ook bedreven in het uitoefenen van Wushu. Mann spreekt vloeiend Mandarijn, Kantonees, Engels en een beetje Thai.
Mann begon in 1990 met acteren in de film Last Flight Out, waarna hij nog meerdere films en televisieseries speelde in zowel China als Amerika. In 2007 speelde Mann in de film Dragon Boys, hiervoor werd hij genomineerd voor zowel een Leo Award als een Gemini Award in de categorie Beste Optreden door een Acteur.

## Filmografie

### Films
Uitgezonderd korte films.
- 2023 Dark Asset - als John
- 2023 The Modelizer - als Shawn Koo
- 2022 Heroes of the Golden Masks - als Jiahao (stem)
- 2021 The Ravine - als rechercheur Ben Lee
- 2019 Don't Let Go - als rechercheur Roger Lee
- 2018 Skyscraper - als inspecteur Wu
- 2015 The Big Short - als mr. Chau
- 2015 Jasmine - als de Man
- 2015 Absolution - als Chi
- 2014 Huang feihong zhi yingxiong you meng - als Black Crow
- 2014 The Novice - als Johnny Joo
- 2013 A Stranger in Paradise - als Lek
- 2012 The Man with the Iron Fists - als Silver Lion
- 2012 Cold War - als Chan Bin
- 2011 Befriend and Betray - als Winstead P.C. Lau
- 2009 A Dangerous Man - als de kolonel
- 2009 Motherland - als Michael Wong
- 2007 Blonde and Blonder - als mr. Wong
- 2007 The Counting House - als Jackie
- 2007 Shanghai Kiss - als Jai Li
- 2007 Dragon Boys - als Tommy Jiang
- 2007 Nobody - als mr. North
- 2006 Fallen - als Samchiel
- 2004 Sniper 3 - als Quan
- 2004 Catwoman - als Wesley
- 2003 Belly of the Beast - als Sunti
- 2003 1st to Die- als Derek Lee
- 2002 The Chang Family Saves the World - als ??
- 2001 Invincible - als Michael Fu
- 1999 The Corruptor - als Bobby Vu
- 1998 American Dragons - als Shadow
- 1997 Red Corner - als Lin Dan
- 1995 Crying Freeman - als Koh
- 1994 Galaxy Beat - als tweehoofdige man
- 1994 Street Fighter - als Ryu
- 1994 Deadly Target - als Chang
- 1994 Possessed by the Night - als Fok Ping Wong
- 1992 Ghost Ship - als Charlie
- 1990 Last Flight Out - als ??

### Televisieseries
Uitgezonderd eenmalige gastrollen.
- 2023 Blue Eye Samurai - als Mikio (stem) - 2 afl.
- 2022 The Recruit - als Xander - 5 afl.
- 2022 Blood & Treasure - als Vince - 5 afl.
- 2020 Agents of S.H.I.E.L.D. - als Li - 2 afl.
- 2020 Little Fires Everywhere - als Ed Lan - 3 afl.
- 2012-2019 Arrow - als Yao Fei - 12 afl.
- 2019 Wu Assassins - als oom Six - 6 afl.
- 2016-2018 Blood and Water - als Evan Ong - 16 afl.
- 2017-2018 The Expanse - als admiraal Nguyen - 8 afl.
- 2017-2018 Altered Carbon - als O. G. Kovacs - 3 afl.
- 2016 Rush Hour - als Fong - 2 afl.
- 2015-2016 Hell on Wheels - als Chang - 9 afl.
- 2010 Bloodletting & Miraculous Cures - als Chen - 8 afl.
- 2010 Durham County - als Julian Cho - 3 afl.
- 2000-2001 Dark Angel - als rechercheur Matt Sung - 8 afl.

- Bibliothèque nationale de France: cb14202760b (data)
- International Standard Name Identifier: 0000 0001 1226 4773
- Library of Congress Control Number: no2010160371
- Nationale Bibliotheek van Israël: 987007355273205171
- Virtual International Authority File: 163521969
- WorldCat: E39PBJqQxj4bRD3XmWMW8qHpyd